# Livläkarens besök
Livläkarens besök är en roman av Per Olov Enquist, utgiven den 20 september 1999. Den tilldelades Augustpriset samma år. Romanen utspelar sig under fyra intensiva år i dansk historia. Romanen är översatt till ett trettiotal språk.

## Handling
Den unge kungen Kristian VII anses tidigt vara sinnessjuk, och när denne år 1768 åker på en europeisk turné anställs en livläkare för att hålla kungen under uppsikt, Johann Friedrich Struensee, en ung tysk upplysningstänkare. Han vinner snabbt kungens gunst, och med kungens förtroende ökar även Struensees inflytande. Genom kungens sjukdom blir han snabbt den mäktigaste personen i Danmark, och i praktiken envåldshärskare. Det snabba slutet på denna period kommer av att det kärleksförhållande Struensee haft med drottningen Caroline Mathilde av Storbritannien blir känt. Struensee blir avrättad, drottningen landsförvisad, och kung Kristian bara mer sinnesförvirrad.

## Mottagande
"Enquist prövar upplysningens godhet mot realpolitikens villkor, samtidigt som kärlekens villkor ställs mot maktens ondska. (...) Sett i ljuset av Enquists tidigare verk märker man hur den nya romanen integrerar idélinjerna i författarskapet, hur den balanserar de starka inre spänningarna från "I lodjurets timma" och "Kaptens Nemos bibliotek". "Livläkarens besök" är en återkomst i stor stil och med den har P O Enquist skrivit en av sina bästa romaner." skrev Mikael van Reis i Expressen vid bokens utgivning.
Boken utsågs till bästa utländska roman i Frankrike och år 2003 tilldelades Enquist det brittiska Independent Foreign Fiction Prize för den engelska översättningen av Livläkarens besök. Romanen lovordades internationellt av ett flertal kritiker. Caroline Moore i The Sunday Telegraph skrev att den "rör sig briljant och mest egendomligt mellan ren historisk fakta och poetisk fiktion". Bruce Bawer i The New York Times lovordade en "beundransvärd virtuositet". Anna Paterson i World Literature Today kallade den för "en nästan perfekt historisk roman".

## Dramatiseringar
Livläkarens besök har adapterats till såväl en opera, som en pjäs.
Den danska operan Livlægens besøg av den danske tonsättaren och dirigenten Bo Holten sattes 2009 upp på Det Kongelige Teater i Köpenhamn. Med premiär i december 2015 spelades pjäsen Livläkarens besök på Stockholms Stadsteater, dramatiserad av Erik Norberg och Johanna Garpe. Garpe regisserade även pjäsen. Den sattes våren 2017 även upp på Malmö Stadsteater.